# Stanisław Szembek
Stanisław Szembek (Morawica, 1650 – Skierniewice, 3 agosto 1721) è stato un arcivescovo cattolico polacco.

## Biografia
Nativo di Morawica, abbracciò lo stato ecclesiastico e nel 1678 divenne canonico della cattedrale di Przemyśl e arcidiacono di Zawichost.
Nel 1690 fu eletto vescovo di Dionisiade in partibus e ausiliare di Cracovia; divenne abate commendatario di Mogiła nel 1699.
Fu trasferito alla sede residenziale di Cuiavia nel 1700 e divenne canonico del capitolo metropolitano di Cracovia.
Nel 1706 fu promosso all'arcivescovado e trasferito alla sede metropolitana di Gniezno, a cui era legata la dignità di primate di Polonia.
Morì nel 1721.

## Genealogia episcopale e successione apostolica
La genealogia episcopale è:
- Cardinale Scipione Rebiba
- Cardinale Giulio Antonio Santori
- Cardinale Girolamo Bernerio, O.P.
- Vescovo Claudio Rangoni
- Arcivescovo Wawrzyniec Gembicki
- Arcivescovo Jan Wężyk
- Vescovo Piotr Gembicki
- Vescovo Jan Gembicki
- Vescovo Bonawentura Madaliński
- Vescovo Jan Małachowski
- Arcivescovo Stanisław Szembek

La successione apostolica è:
- Vescovo Franz Julian von Braida (1703)
- Vescovo Felicjan Konstanty Szaniawski (1707)
- Arcivescovo Krzysztof Antoni Szembek (1711)
- Vescovo Krzysztof Andrzej Jan Szembek (1713)
- Vescovo Alexander Antoni Pleszowice Fredro (1719)